# PGC 6030
LEDA/PGC 6030 ist eine Balken-Spiralgalaxie vom Hubble-Typ SBab im Sternbild Kleine Wasserschlange am Südsternhimmel, die schätzungsweise 237 Millionen Lichtjahre von der Milchstraße entfernt ist. Die Galaxie ist Teil der 10 Mitglieder zählenden NGC 434-Gruppe (LGG 19).